# William Frederick Hase
William Frederick Hase (31 augustus 1874 - 20 januari 1935) was een generaal-majoor in het Amerikaanse leger.

## Biografie
Hase werd geboren op 31 augustus 1874 in Milwaukee, Wisconsin. Later ging hij naar de Universiteit van Wisconsin-Madison.  Hij trouwde twee keer. Eerst met Daisy Sames, die op 14 augustus 1903 stierf. Hij hertrouwde met Pearl Newman, die op 27 maart 1941 stierf. Op 20 januari 1935 stierf Hase in Washington, DC. Hij ligt met zowel Daisy als Pearl begraven op Arlington National Cemetery. 

## Loopbaan
Hase ging in 1898 bij het leger en diende in het Coast Artillery Corps. Tijdens de Eerste Wereldoorlog diende hij in Frankrijk. Hij ontving de Army Distinguished Service Medal voor zijn dienst tijdens de oorlog. Na de oorlog diende Hase op verschillende locaties in de Verenigde Staten totdat hij in 1934 werd benoemd tot legerchef van het Coast Artillery Corps, als opvolger van John W. Gulick.  Hase diende als legerchef tot zijn dood en werd opgevolgd door Harry L. Steel.
Het Amerikaanse marineschip USS General W. F. Hase werd naar hem vernoemd.